# منحنى متساوي المماسات
متساوي المماسات (أو السحبي). في هذا المنحنى تكون دائما ثابتة المسافة بين أي نقطة ومقارب المنحنى (في هذه الحالة الخط الافقي).
وهناك طريقة أخرى لوصف هذا المنحنى بافتراض ان النقطة العلوية كلب يتم جره من شخص (النقطة السفلية) بينما يسير على خط مستقيم (الخط الافقي).

منحنى متساوي المماسات